# Jeglimońce
Jeglimońce (lit. Jaglimainys) − wieś na Litwie, w rejonie solecznickim, 9 km na północny wschód od Solecznik, zamieszkana przez 87 ludzi. Przed II wojną światową w Polsce, w powiecie wileńsko-trockim województwa wileńskiego.